# Fürholzen (Halsbach)
Fürholzen (mundartl.: Fiahoizn(à)) ist ein Gemeindeteil der Gemeinde Halsbach im oberbayerischen Landkreis Altötting. 

## Lage
Die Einöde Fürholzen liegt etwa vier Kilometer südlich von Halsbach an der Staatsstraße 2357.

## Geschichte
Der Name des Ortes bezeichnet ein Gehöft, bei dem ein Wald davor ist. Der Ort gehörte von der Gemeindegründung im Jahre 1818 an zur Gemeinde Oberzeitlarn und kam mit deren Auflösung am 1. Januar 1964 zur Gemeinde Halsbach.